# سیگما بره
سیگما بره یک ستاره است که در صورت فلکی برج حمل قرار دارد.